# Gianfranco Gaspari
Gianfranco Gaspari (* 5. August 1938 in Cortina d’Ampezzo) ist ein ehemaliger italienischer Bobfahrer, der an den Olympischen Spielen 1968 und 1972 teilnahm. Gaspari ist Welt- und Europameister im Zweierbob und ihm wurde vom Comitato Olimpico Nazionale Italiano (CONI) die Goldmedaille (Medaglia al Valore Atletico) für seine sportlichen Verdienste verliehen.

## Karriere

### Olympische Winterspiele
Zusammen mit Leonardo Cavallini, Giuseppe Rescigno, Andrea Clemente nahm er an den Olympischen Spielen 1968 in Grenoble teil. Mit der Mannschaft Italien 2 fuhr er im Viererbob am 16. Februar 1968 auf der Bobbahn in Alpe d’Huez in den beiden Wertungsläufen in einer Gesamtzeit von 2:18,36 min auf den sechsten Platz.
An den Olympischen Winterspielen 1972 in Sapporo nahm Gaspari an den Wettkämpfen im Zweierbob und Viererbob teil. Zusammen mit Mario Armano startete er als Mannschaft Italien 1 im Zweierbob am 4. und 5. Februar 1972 auf der Natureisbahn Mount Teine Bobsleigh Course und erreichte den vierten Platz in einer Gesamtzeit von 5:00,45 min hinter der Mannschaft aus der Schweiz.
Auf der gleichen Bobbahn nahm er im Viererbob mit Roberto Zandonella, Mario Armano, und Luciano De Paolis als Mannschaft Italien 2 am 11. und 12. Februar 1972 teil. Sie erreichten den achten Platz in einer Gesamtzeit von 4:46,73 min und Gaspari blieb der Gewinn einer Olympiamedaille verwehrt.

### Bob-Weltmeisterschaften
Seine erste Medaille bei internationalen Wettkämpfen gewann Gaspari bei der 24. Bob-Weltmeisterschaft 1966 in seiner Heimatstadt Cortina d’Ampezzo. Zusammen mit seinem Mannschaftskollegen Leonardo Cavallini starteten sie am 29. und 30. Januar 1966 als Mannschaft Italien 1 im Zweierbob und gewannen die Silbermedaille in einer Gesamtzeit von 5:10,09 min hinter der Mannschaft Italien 2, die Weltmeister wurde.
Weitere Medaillen gewann er zusammen mit Mario Armano im Zweierbob und zusammen mit Sergio Pompanin, Roberto Zandonella, Mario Armano im Viererbob bei der Bob-Weltmeisterschaft 1969 in Lake Placid in den Vereinigten Staaten. Im Zweierbob erreichten sie den dritten Platz und gewannen die Bronzemedaille hinter der Mannschaft aus Rumänien. Am 22. und 23. Februar 1969 gewann er mit der Mannschaft Italien 2 im Viererbob die Silbermedaille in einer Gesamtzeit von 4:21,20 min hinter den Weltmeistern aus Deutschland.
Bei der Bob-Weltmeisterschaft 1971 in Cervinia am 23. und 24. Januar 1971 erreichte Gaspari seinen größten Erfolg mit dem Gewinn der Weltmeisterschaft im Zweierbob. Zusammen mit Mario Armano fuhren er in einer Gesamtzeit von 2:22,80 min auf den ersten Platz, wobei wetterbedingt nur die ersten beiden Läufe vom 23. Januar 1971 gewertet wurden.

### Bob-Europameisterschaften
Gaspari nahm mit seinem Mannschaftskollegen an der Bob-Europameisterschaft 1970 auf der  olympischen Bobbahn von 1956, der Pista Olimpica di Bob  im italienischen Cortina d’Ampezzo teil. Als Mannschaft Italien 1 gingen sie am 3. und 4. Februar 1970 an den Start und wurden nach vier Wertungsläufen Europameister in einer Gesamtzeit von 5:23,12 min vor den beiden favorisierten Mannschaften und amtierenden Europameistern aus Deutschland.